# Killer Klowns from Outer Space
Killer Klowns from Outer Space è un film del 1988 scritto, prodotto e diretto dai Fratelli Chiodo.
Il film tratta di un'invasione di alieni con sembianze di pagliacci che invadono una piccola cittadina, trasformando gli umani in bozzoli di zucchero filato.

## Trama
Nella cittadina americana di Crescent Cove, un gruppo di adolescenti avvista una stella cadente dirigersi verso il bosco. Mike e Debbie, una coppia di fidanzati, decidono di seguirla. Arrivati sul luogo, scoprono che si tratta di un'astronave a forma di tendone da circo.
I due entrano nell'astronave ed esplorandola si accorgono di un deposito dove vengono immagazzinati esseri umani privi di vita intrappolati in bozzoli di zucchero filato. Vengono poi sorpresi da dei mostruosi clown armati di pistole spara pop corn, ma riescono a fuggire. Una volta tornati in città, nessuno crede al loro racconto e in special modo la polizia, che ritiene si tratti di uno scherzo.
Quando il poliziotto Dave si dirige sul luogo dell'atterraggio, è troppo tardi: i clown hanno già invaso la città, intrappolando le persone in bozzoli di zucchero filato e poi succhiando il loro sangue attraverso delle cannucce. Tra le vittime anche l'ufficiale di polizia Curtis Mooney, il primo a sostenere la tesi dello scherzo, viene trasformato in un pupazzo da ventriloquo umano.
Dave scopre che l'unico modo per sconfiggere i Klowns è sparare ai loro nasi rossi. Intanto Debbie viene attaccata e imprigionata in un pallone gonfiabile dai Klowns e portata nella casa stregata del luna park, che funge da covo provvisorio dei Killer Klown. Dave e Mike quindi si introducono nel covo per liberare la ragazza.
Una volta liberata Debbie, i cinque vengono inseguiti e poi bloccati all'interno dell'astronave da un'orda di Klowns. Qui vengono raggiunti da "Klownzilla", un pagliaccio dalle sembianze mostruose che tenta di mangiare Dave. Questi riesce tuttavia a colpire con la spilla del distintivo il naso del clown, uccidendolo. Innescata l'autodistruzione dell'astronave, i cinque riescono infine a salvarsi. Nel finale, Mike, Debbie e Dave osservano il cielo rassicurandosi che l'incubo sia finito, quando all'improvviso gli piovono addosso delle torte in faccia.

## Produzione

### Riprese
Il film è stato girato in California, presso la cittadina di Santa Cruz e presso il parco divertimenti Santa Cruz Beach Boardwalk.

## Rifacimenti e seguiti
Nel giugno del 2010 Grant Cramer, uno dei protagonisti del film, dichiarò che la sceneggiatura era già stata scritta e che avevano già un appuntamento per i finanziamenti ma che nulla si sarebbe potuto fare senza un accordo di distribuzione.
L'anno successivo tutti e tre i fratelli Chiodo (creatori del film) hanno partecipato a una convention horror di grande importanza insieme a Suzanne Snyder (nel film Debbie), Grant Cramer (nel film Mike), Harrod Blank e Mike Martinez (nel film due Clown Killer) e hanno confermato che il film sarà in 3D e sarà un mix tra remake e sequel dichiarando inoltre che per il trucco e gli effetti speciali sarà usata una forte dose di make-up tradizionale invece della moderna grafica computerizzata usata soprattutto nei film degli ultimi anni. L'uscita del film era ipotizzata verso la fine del 2013, poi slittata al 2016, ancora oggi non è stata rilasciata nessuna vera data ufficiale e non si hanno notizie effettive sulla lavorazione, il titolo è da considerarsi in Development Hell.